# Vinylfluoride
Vinylfluoride is een organisch halogenide met als brutoformule C2H3F. Het is een extreem ontvlambaar kleurloos vloeibaar gas (samengeperst) met een etherische geur. Het werd voor het eerst bereid in 1901 door de Belgische chemicus Frédéric Swarts, door middel van een reactie van zink met 1,1-difluor-2-broomethaan. Tegenwoordig wordt de stof anders bereid.
De stof wordt in de chemische sector veel aangewend bij organische synthese.

## Synthese
Vinylfluoride wordt bereid door ethyn en waterstoffluoride te laten reageren met elkaar:
{\displaystyle {\ce {C2H2 + HF -> C2H3F}}}

## Toepassingen
Vinylfluoride is de primaire component in de productie van polyvinylfluoride. Het wordt ook aangewend als koelmiddel.

## Toxicologie en veiligheid
Vinylfluoride kan spontaan polymeriseren en is carcinogeen. De stof ontleedt bij verhitting en bij verbranding, met vorming van giftige gassen (waterstoffluoride).